# رايموند ألبرت ويلر
رايموند ألبرت ويلر (بالإنجليزية: Raymond Albert Wheeler)‏ هو عسكري أمريكي، ولد في 31 يوليو 1885 في بيوريا في الولايات المتحدة، وتوفي في 9 فبراير 1974 في واشنطن العاصمة في الولايات المتحدة.

## روابط خارجية
- رايموند ألبرت ويلر على موقع مونزينجر (الألمانية)